# ESPACE

Em teoria da complexidade, a classe ESPACE  é o conjunto de todos os problemas de decisão solúveis por uma máquina de Turing determinística em espaço 2O(n).